# 尼洛 (昆迪納馬卡省)

尼洛是哥倫比亞的城鎮，位於該國中部，由昆迪納馬卡省負責管轄，距離首府波哥大148公里，始建於1783年，面積224平方公里，海拔高度443米，2005年人口14,224。
4°19′N 74°36′W / 4.317°N 74.600°W